# NGC 3227
NGC 3227 (również PGC 30445 lub UGC 5620) – galaktyka spiralna z poprzeczką (SBa), znajdująca się w gwiazdozbiorze Lwa. Została odkryta 15 lutego 1784 roku przez Williama Herschela. Należy do galaktyk Seyferta.
NGC 3227 jest w trakcie kolizji z sąsiednią galaktyką eliptyczną NGC 3226. Para ta została skatalogowana jako Arp 94 w Atlasie Osobliwych Galaktyk i znajduje się w odległości około 67 milionów lat świetlnych od Ziemi.
W galaktyce tej zaobserwowano supernową SN 1983U.